# Austin 28
Der Austin 28 war ein Wagen der Oberklasse, den die Austin Motor Cie. 1938 als Nachfolger des Austin 20 herausbrachte.
Er hatte einen 6-Zylinder-Motor mit 4016 cm³ Hubraum und 90 bhp (66 kW). Der schwere Wagen wurde ausschließlich als 5232 mm lange, 6-sitzige Pullman-Limousine geliefert.
Bereits nach zwei Jahren wurde die Produktion des Modells kriegsbedingt eingestellt. Nachfolger erschienen erst 1947 mit dem Austin A125 Sheerline und dem Austin A135 Princess.